# Willow Valley
Willow Valley è una località degli Stati Uniti d'America, situata nella Contea di Mohave, nello Stato dell'Arizona.